# Альмезьке сільське поселення
Альме́зьке сільське поселення (рос. Альмежское сельское поселение) — адміністративна одиниця у складі Опарінського району Кіровської області Росії. Адміністративний центр поселення — селище Альмеж.

## Історія
Станом на 2002 рік на території сучасного поселення існували такі адміністративні одиниці:
- Альмезький сільський округ (селище Альмеж)
- Латишський сільський округ (селище Латишський)

Сільське поселення було утворене згідно із законом Кіровської області від 7 грудня 2004 року № 284-ЗО у рамках муніципальної реформи шляхом об'єднання та перетворення Альмезького сільського округу та Латишського сільського округу.

## Населення
Населення поселення становить 473 особи (2017; 499 у 2016, 510 у 2015, 530 у 2014, 537 у 2013, 581 у 2012, 614 у 2010, 1075 у 2002).

## Склад
До складу поселення входять 2 населених пункти:
| Населений пункт    | Населення, осіб (2002) | Населення, осіб (2010) |
| ------------------ | ---------------------- | ---------------------- |
| Альмеж, селище     | 695                    | 438                    |
| Латишський, селище | 380                    | 176                    |